# Zuglio
Zuglio (friuli nyelven Zui) település Olaszországban, Friuli-Venezia Giulia régióban, Udine megyében. Lakosainak száma 541 fő (2023. január 1.). Zuglio Lauco, Tolmezzo, Arta Terme és Sutrio községekkel határos.

## Népesség
A település népességének változása:
| Lakosok száma | 595  | 583  | 541  |
|               | 2017 | 2018 | 2023 |